# Universidad Politécnica de San Petersburgo Pedro el Grande
La Universidad Politécnica de San Petersburgo Pedro el Grande, SPBPU (del ruso: Санкт-Петербургский политехнический университет Петра Великого, СПбПУ) es una universidad técnica de la Federación Rusa, una de las más importantes del país.
La Universidad incluye 12 facultades y filiales en Cheboksary, Sosnovi Bor y Cherepovéts. Cuenta con varias unidades de investigación científico-tecnológica. Forma a ingenieros, economistas y gerentes en 101 especialidades, graduados y maestros en 34 campos de la ciencia e ingeniería y estudiantes de postgrado de 90 especialidades.
A partir de esta Universidad se formaron la Universidad Estatal de Economía y Finanzas de San Petersburgo (SPBGUEF), Universidad Estatal de Ingeniería Náutica de San Petersburgo (SPBGMTU) y la Universidad de Ingeniería y Técnica Militar (SPBVITU).
La Universidad se halla en la calle Politejnícheskaya, en la que también se halla el Instituto Físico-Técnico Ioffe. La parada de metro más cercana es Politejnícheskaya en la línea Kírovsk-Výborg (). En el campus de la Universidad se halla la Iglesia de la Intercesión de la Santísima Virgen.

## Historia

### Fundación y situación previa a la Revolución de Octubre

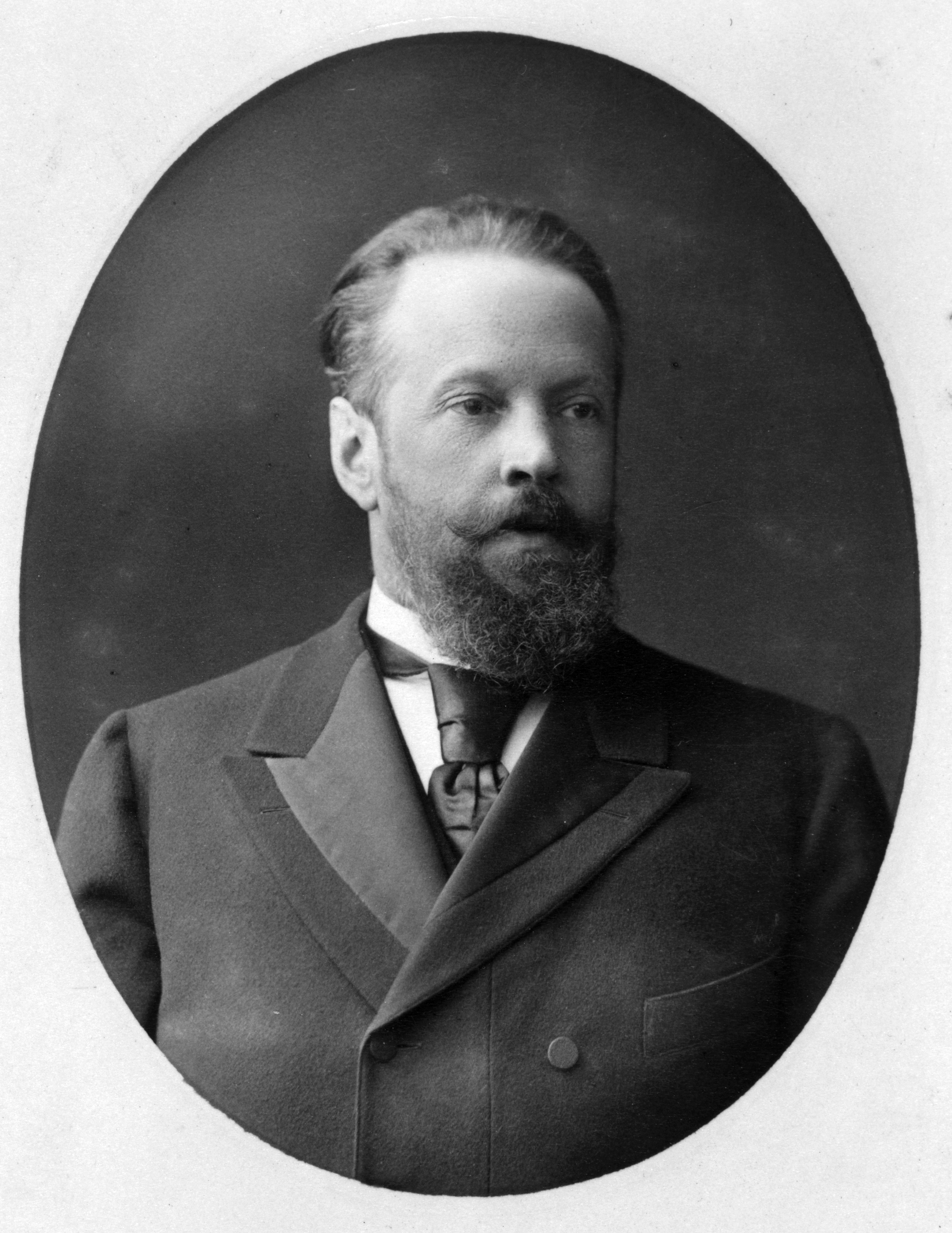
Serguéi Witte.

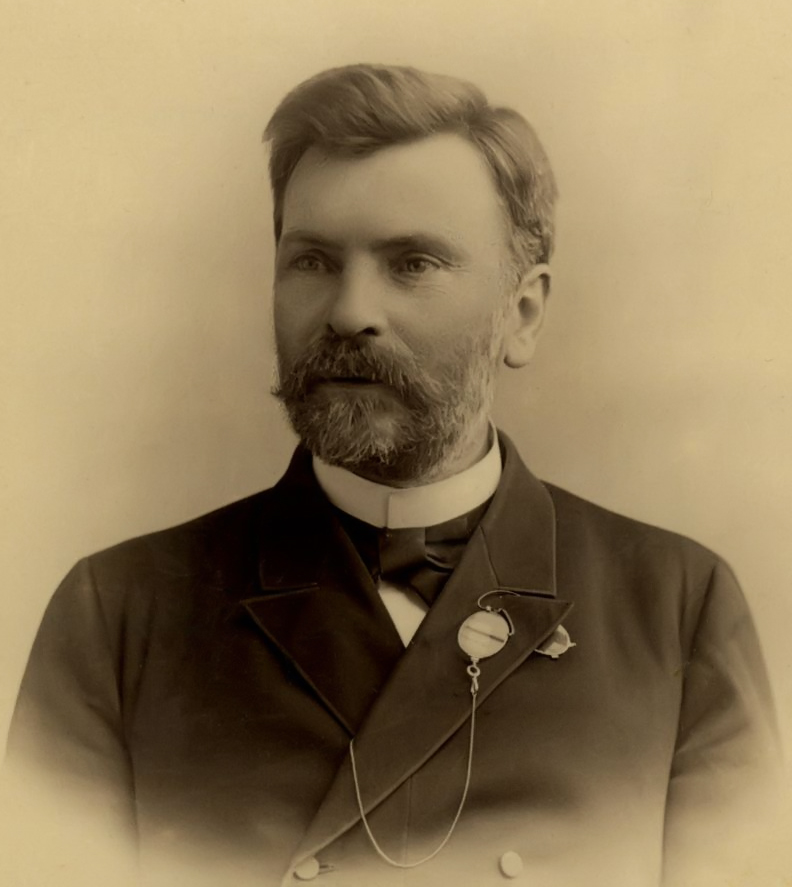
Vladímir Kovalevski.

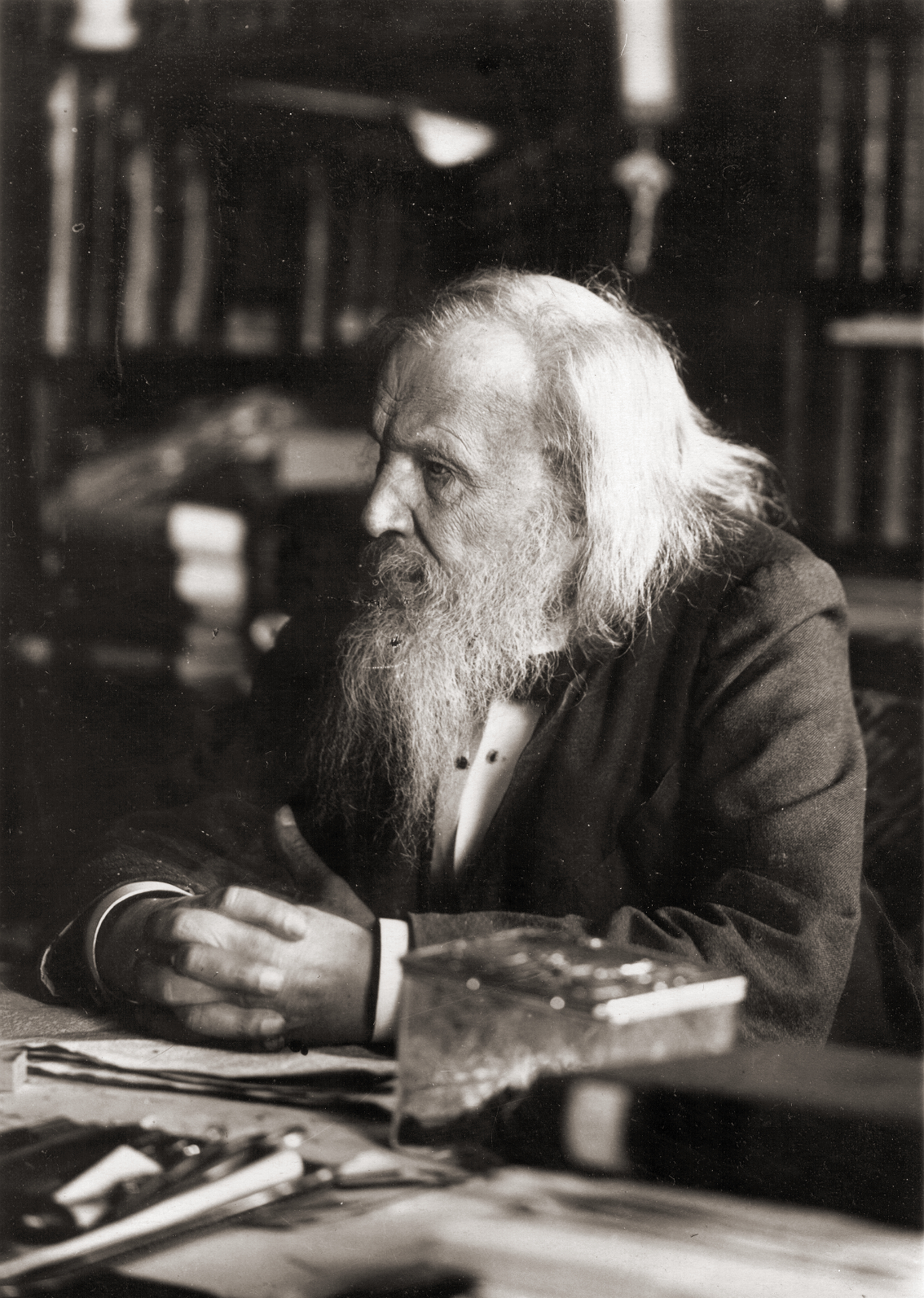
Dmitri Mendeléyev.

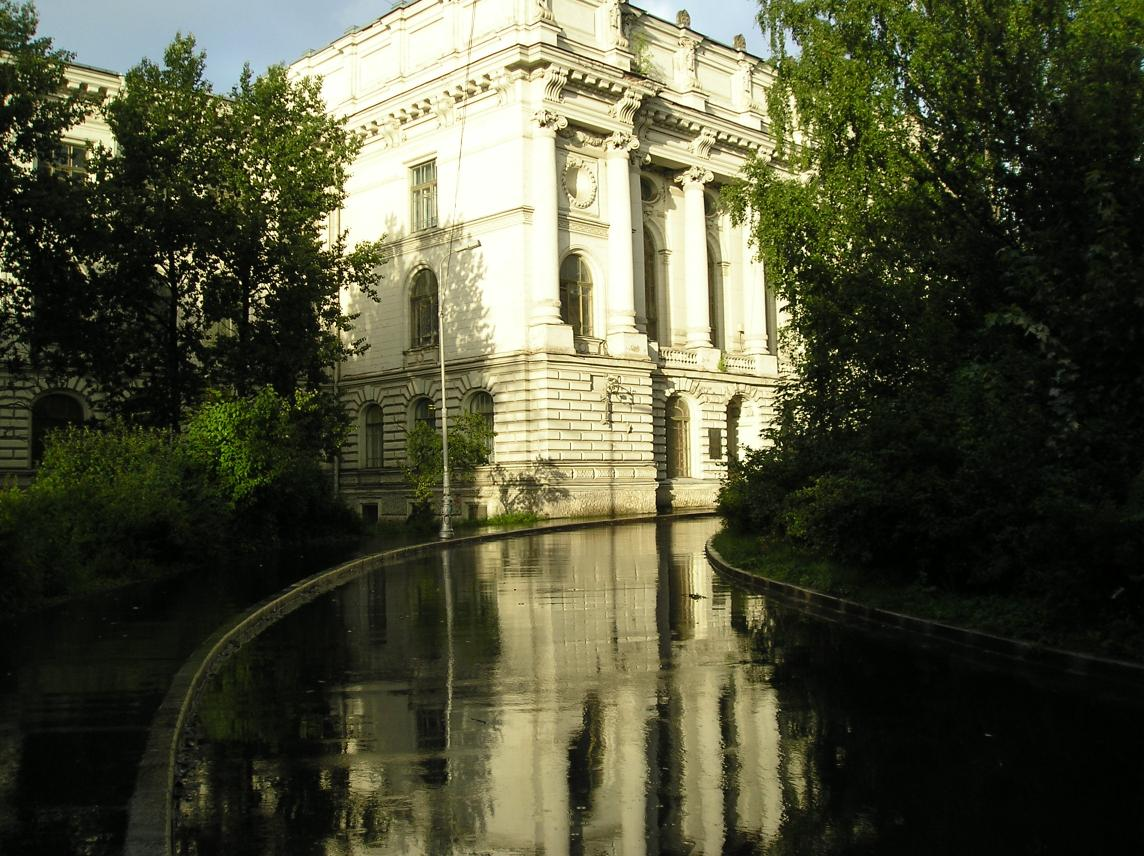
Edificio principal.

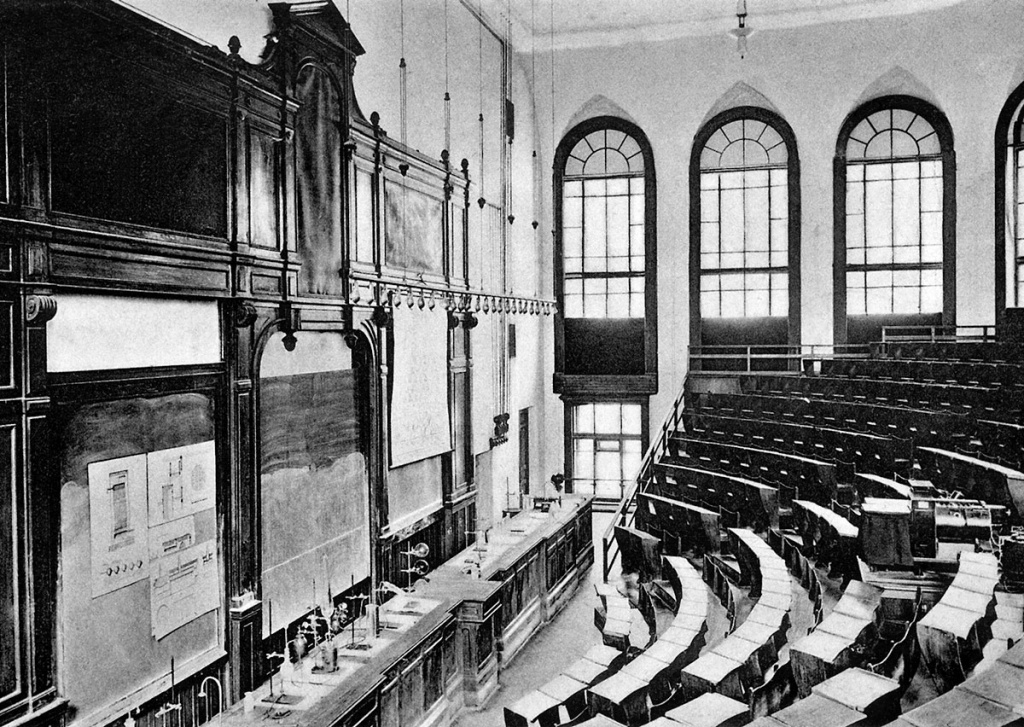
Auditorio del nuevo instituto, 1902.

Fue fundada el 19 de febrero de 1899 por instancia del ministro de Hacienda del Imperio ruso Serguéi Witte como Instituto Politécnico de San Petersburgo Pedro el Grande (Санкт-Петербургский политехнический институт имени Петра Великого). Los más estrechos colaboradores de Witte en la organización del Instituto fueron el viceministro de Hacienda Vladímir Kovalevski y el excepcional químico Dmitri Mendeléyev.
El arquitecto Ernest Vírrij diseñó un campus que contaba con edificios educativos, residenciales y comerciales, con patios y caminos de acceso. En 1902 se iniciaron las clases de las áreas de económicas, electromecánica, naval y siderurgia. En 1905, tras la matanza en la Plaza del Palacio de San Petersburgo las clases fueron suspendidas y no se reanudarían hasta otoño de 1906. Tras este nuevo inicio de las clases el Instituto se desarrolló rápidamente: ya en 1907 abrió nuevas áreas de enseñanza: ingeniería civil, mecánica y química. En diciembre de ese año, los primeros alumnos realizaron su defensa de trabajos finales.
En 1909 en el departamento de construcción naval se crearon cursos de aeronáutica para estudiantes de los departamentos técnicos y oficiales, convirtiéndose en la primera escuela de ese tipo en Rusia, y en 1911 en el mismo departamento se abrió la primera escuela superior de automovilística en Rusia. Para 1914 a las clases del Instituto Politécnico asistían más de 6 000 alumnos.
Desde el inicio de la Primera Guerra Mundial muchos estudiantes y profesores fueron al frente. En uno de los edificios del Instituto se instaló un hospital. Así, en 1917 sólo había 3 000 alumnos en el Instituto. En él se organizaron cursos para pilotos y maquinistas, así como de radiotelegrafía de navíos. Tanto el laboratorio como las cátedras del Instituto colaboraron en el desarrollo de nuevas armas para el ejército.

### Guerra Civil y situación previa a la Gran Guerra Patria
En 1918 la labor del Instituto fue suspendida. Tras la Revolución de Octubre, muchos profesores se fueron de San Petersburgo y Rusia. Durante la Guerra Civil el Instituto prácticamente no tuvo financiación. En 1919 el Instituto no tenía más de 500 estudiantes. Sin embargo, la vitalidad del Instituto no se redujo. En marzo de 1919 se creó el departamento de física-mecánica para la formación de ingenieros e investigadores en física. Pronto se decidió establecer la Facultad de Química. En diciembre de 1919, debido a la movilización de los estudiantes, el Instituto quedó prácticamente desierto, aunque el trabajo científico continuó.
El departamento físico-técnico fue transformado en el instituto en 1921 y en 1923 recibió su propio edificio frente al parque del instituto. A pesar de tal separación, los estudiantes de las facultades físicas se empleaban en los laboratorios del Instituto Físico-Técnico, y la mayoría de sus empleados eran a los profesores de la Universidad Politécnica de San Petersburgo. Tras el final de la Guerra Civil, las actividades del Instituto se recuperaron. En 1922 el número de estudiantes alcanzó los 2 000. En otoño de ese año se creó la Facultad de Agricultura Industrial. A finales de la década de 1920 el Instituto contaba 8 000 alumnos. Los departamentos de gestión del agua y aeronáutica.
Por decisión de la Comisión del Consejo de Comisarios del Pueblo de la URSS de reformar la enseñanza secundaria y superior en 1930 se formaron en base al Instituto Politécnico de Leningrado Mijaíl Kalinin diversos institutos especializados, entregados a la gestión de los ministerios correspondientes. En base al Instituto se crearon el Instituto Hidrotécnico, el Instituto de Ingeniería Industrial (actual Universidad Ingeniero-Técnico Militar Nikoláyevski), el Instituto de Construcción Naval, el Instituto de Aviación, el Electrotécnico, el Químico-tecnológico, el Metalúrgico, el de Construcción de maquinaria, el de Agricultura Industrial, el Físico-mecánico, el Financiero-económico de Leningrado y el de Calderas y Turbinas de Toda la Unión Soviética. El instituto politécnico dejó de existir el 30 de junio de 1930.  Los estudios se vieron afectados, puesto que los laboratorios y los talleres pertenecían a institutos diferentes, y los mismos pertenecían a su vez a departamentos diferentes.
En el verano de 1933 la Comisión de Educación Superior se vio obligada a intervenir en las disputas económicas entre los institutos industriales independientes, por lo que en abril de 1934 fueron reunidos en el nuevo Instituto Industrial de Leningrado (LII). A principios de 1935 el LII era la mayor universidad técnica del país y capacitó a más de 10.000 estudiantes de pregrado y postgrado. En ella trabajaban 940 catedráticos y profesores y 2 600 trabajadores y empleados.

### Gran Guerra Patria y situación hasta la disolución de la Unión Soviética
Durante la Gran Guerra Patria, fueron al frente más de 3 500 estudiantes y empleados del Instituto. En febrero de 1942 el Instituto fue evacuado a Piatigorsk, en primer lugar, y a continuación, a Tashkent. En 1943 se puso en marcha en Tashkent el trabajo científico y educativo. La restauración del Instituto se inició inmediatamente después del levantamiento del sitio en 1944.
Desde octubre de 1946, el Instituto Politécnico pasó a depender del Ministerio de Educación Superior y Media Especializada de la URSS, que proporcionó a la institución el derecho a trabajar en sus propios planes y programas de estudios. El número de estudiantes de la LPI se situó ese año alrededor de los 3 000.
Hacia 1960 se abrieron en el LLI laboratorios de sistemas energéticos, automatización, telemecánica, metalurgia, construcción de turbinas y de compresores. Al mismo tiempo, en el instituto se introducía un sistema de prácticas laborales continuas. Los estudiantes de primer curso que no tienen experiencia en la producción, alternativamente estudiaban y trabajaban en las fábricas Karl Marx, Metálica, PO Svetlana, Octubre Rojo, en Glavleningradstroi.
En concordancia con una nueva posición sobre las instituciones de enseñanza superiores, en 1961 fue restablecida la electividad de los rectores y los decanos. En esa década se construirán nuevos edificios en el Instituto (en 1962 se construyen un polieportivo, una central de alto voltaje, dos nuevos edificios académicos, una policlínica, un dispensario, un archivo y una residencia en la avenida Nepokoriónij).
Se creó una filial del Instituto Politécnico en Pskov en 1972, el actual Instituto Politécnico Estatal de Pskov. Más tarde se organizarían filiales en Orsk, Cheboksary y Sosnovi Bor. La construcción de nuevos edificios continuará en la década de 1970 y en la de 1980. Se construyen dos residencias en la avenida Grazhdanski y en la avenida Nepokoriónij, nuevos edificios académicos, un edificio para los preparatorios en la avenida Poliostrovski. También se construyó en la avenida Grazhdanski el edificio del Instituto Internacional de Programas de Instrucción.
Se crearon nuevas oficinas de diseño y proyectos: OKB Impuls, y la OKB especial de Ingeniería cibernética (actualmente  Instituto Central de Investigación Científica de Robotecnia e Ingeniería Cibernética).
Desde 1982 el LPI comienza un programa de prácticas en cooperación con grandes empresas interesadas en la afluencia de jóvenes profesionales: la OKB "Impuls", del Instituto Central de Investigación Científica Academia A. N. Krylov, NPO Leninets, Lenpoligrafmash, PO "Sputnik", la Fábrica Karl Marx y otras. En 1987 en el LPI fueron creados el Centro de Ingeniería y el Instituto Intersectorial para la Renovación de la Cualificación (MIPK) por las nuevas innovaciones en el desarrollo de la técnica y la tecnología.
El 3 de abril de 1990 el Consejo de Ministros de la RSFSR aprobó el cambio de nombre del Instituto Politécnico a Universidad Técnica.

### Actualidad
En 1994, como resultado de la fusión de una serie de estructuras relacionadas con la industria editorial y de la impresión en la Universidad Politécnica de San Petersburgo (en aquel entonces, Universidad Técnica) dio como resultado la creación del Centro Editorial-Poligráfico. Dos años después, el Consejo Académico de la Universidad, decidió transformar el Centro en la Editorial Universidad Politécnica. Por primera vez en la historia de la Universidad se creó una editorial, dedicada a trabajar sobre un base de licencias estatales para actividades de edición en impresión.
En diciembre de 2006 - se firmó un acuerdo sobre la apertura del Centro de Innovación de la Facultad de Cibernética Técnica con la compañía "Microsoft Rus". Este es el primer Centro de Innovación de Microsoft en el noroeste de Rusia.

### Denominaciones
- 1899-1910 - Instituto Politécnico de San Petersburgo
- 1910-1914 - Instituto Politécnico Emperador Pedro el Grande de San Petersburgo
- 1914-1922 - Instituto Politécnico Emperador Pedro el Grande de Petrogrado
- 1922-1923 - Primer Instituto Politécnico de Petrogrado M. I. Kalinin
- 1923-1924 - Instituto Politécnico de Petrogrado M. I. Kalinin
- 1924-1930 - Instituto Politécnico de Leningrado M. I. Kalinin (LPI. Kalinin)
- 1930-1934 - Dividido en una serie de instituciones independientes con sumisión a los ministerios competentes, que financiaron y supervisaron la formación para sus empresas. El Instituto de Electromecánica de Leningrado (LEMI), el Instituto de Construcción Naval de Leningrado (LKI) y otros estaban entre ellos.
- 1934-1940 - Instituto Industrial de Leningrado (LII)
- 1940-1990 - Instituto Politécnico de Leningrado M. I. Kalinin (LPI. Kalinin)
- 1990-1991 - Universidad Técnica Estatal de Leningrado (LGTU)
- 1991-2002 - Universidad Técnica Estatal de San Petersburgo (SPBGTU)
- 2002-2015 - Universidad Politécnica Estatal de San Petersburgo (SPBGPU)
- Desde 2015 - Universidad Politécnica de San Petersburgo Pedro el Grande (SPBPU)

## Edificio principal

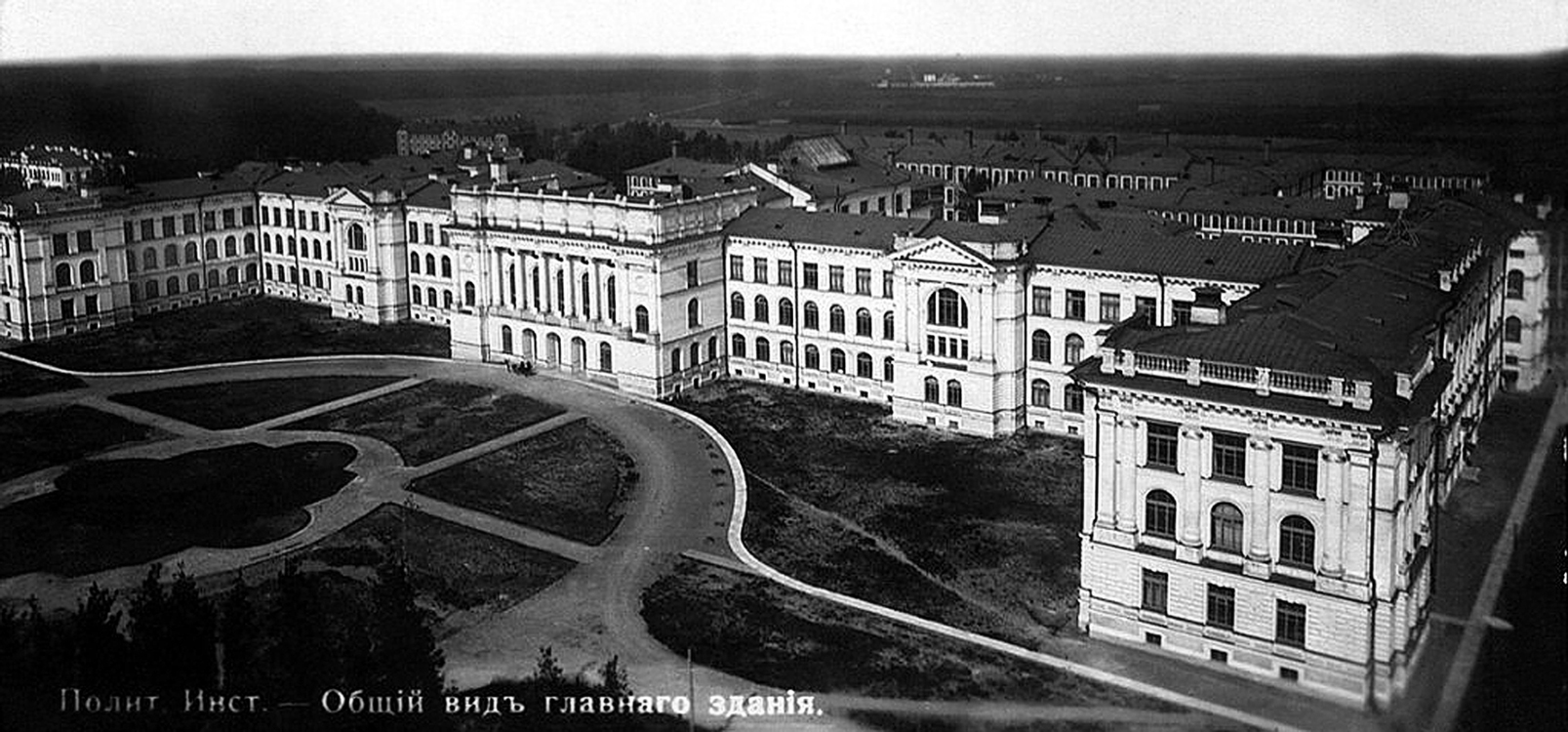
Edificio principal de la SPBPU en 1902.

El complejo de los edificios del Instituto Politécnico de San Petersburgo fue construido bajo la dirección de la Comisión Especial de Construcción creada el 23 de febrero de 1899. Para su construcción fue escogida una zona alejada de Petersburgo, cerca de la antigua aldea Sosnovka, hoy parte de los distritos de Výborg y Kalinin.
El diseño y la construcción fue llevada a cabo por el gabinete arquitectónico dirigido por Ernest Virrij. El proyecto consistía en una serie de edificios que forman una ciudad autónoma universitaria, similar a las existentes de Cambridge y Oxford. Se construyó un edificio principal, un pabellón químico, dos residencias comunales y un cuerpo mecánico. Virrij se inspiró para el edificio principal en el proyecto para la escuela superior técnica de Berlín. La parte central del edificio y su plano general casi imitan por completo la construcción berlinesa.
El inicio oficial de las obras de los edificios tuvo lugar el 18 de junio de 1900. La construcción se desarrolló entre ese año y 1905. La construcción del edificio principal se finalizó en 1902. Fue construido en estilo neoclásico, característico de la arquitectura petersburguesa de finales del siglo XIX. El planteamiento del interior, en el que todos los auditorios miran al sudoeste, permite el aprovechamiento máximo de la iluminación natural.

## Alumnos notables
- Alekséi Antónov
- Oleg Antónov
- Yevgueni Zamiatin
- Piotr Kapitsa
- Mijaíl Koshkin
- Víktor Kuznetsov
- Vasili Mitrojin
- Saparmyrat Nyýazow
- Nikolái Polikárpov
- Aleksandr Samojválov
- Vladímir Fedoséyev
- Aleksandr Chernyshov